# Kurajoši (Tottori)
Kurajoši (japonsky: 倉吉) je město v centrální části prefektury Tottori v regionu Čúgoku na ostrově Honšú v Japonsku.

## Sport
V roce 2018 město hostí 26. Mistrovství Asie ve sportovním lezení.